# 데숀 브라운
데숀 브라운(Deshorn Brown, 1990년 12월 22일 ~ )는 자메이카의 축구 선수이다.